# Hanna Pawłowska
Hanna Pawłowska (ur. 11 listopada 1958) – polska fizyk atmosfery, profesor Uniwersytetu Warszawskiego.
Zajmuje się badaniem mikrofizyki chmur, wpływu cząstek zawieszonych w powietrzu na klimat i procesów opadu i turbulencji w chmurach. W 1982 ukończyła studia z zakresu fizyki na Uniwersytecie Warszawskim. W 1991 otrzymała doktorat, jej promotorem był Krzysztof Haman. Obroniła habilitację w 2000.
Od 2002 jest profesorem nadzwyczajnym w Instytucie Geofizyki Uniwersytetu Warszawskiego. Przez wiele lat przebywała we Francji w Laboratoire de Meteorologie Dynamique oraz Centre National de Recherches Meteorologiques.
W latach 2005–2016 pełniła funkcję dyrektora Instytutu Geofizyki Uniwersytetu Warszawskiego.